# Herecura
Erecura (également attestés : Herecura, Aerecura, Eracura) est une déesse liée au monde des enfers que l'on dit d'origine celtique.  La déesse, par ses attributs est liée à la fois à Proserpine, à Junon et aux dieux Dis Pater et Sylvanus.

## Sources

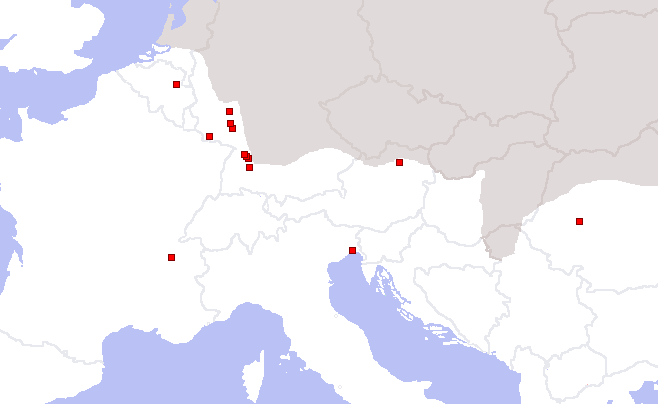
Cartes répertoriant les lieux ou ont été retrouvés des inscriptions dédiées à la déesse.

Les sources qui l'identifient sont de nature épigraphique et datent principalement de la période de l'Empire romain. Un grand nombre de représentations a été retrouvé dans la région du Danube, dans le sud de l'Allemagne et en Slovénie. Il existe cependant des traces en Italie, Grande-Bretagne, France et Algérie notamment. Les inscriptions sont concentrées à Stuttgart et le long du Rhin.
En fonction des régions, des époques et des scribes, il existe différentes façons d'écrire le nom de la déesse. Ici une liste plus ou moins exhaustive des noms, avec les plus rares entre parenthèses : Aeracura, Herecura, Aericura, Aera Cura (Eracura, Heracura, Aerecura, Erecura, Hericura, Aeraecura).
Une divinité male du nom d'Arecurius ou Aericurus a été identifié sur une autel dans le Northumberland en Angleterre.

## Étymologie
Ce théonyme est d'origine incertaines. Cela a été mis en lien avec le latin aes, aeris (« cuivre, bronze, argent, richesse »), era (« aimante ») et le nom de la déesse grecque Hera.

### Lectures
- Jules Toutain, «Statuette d'Herecuba trouvée à Alésia», BSNAF, 1948, p. 343-353 Lire en ligne
- Paul-Marie Duval, Les dieux de la Gaule, Payot, Paris, 1993.
- Peter Berresford Ellis, Dictionary of Celtic Mythology (Oxford Paperback Reference), Oxford University Press, (1994):  (ISBN 0-19-508961-8).
- (en)James MacKillop. Dictionary of Celtic Mythology. Oxford: Oxford University Press, 1998.  (ISBN 0-19-280120-1).
- (en)Juliette Wood (en), The Celts: Life, Myth, and Art, Thorsons Publishers (2002):  (ISBN 0-00-764059-5).
- (de)Bernhard Maier: 'Lexikon der keltischen Religion und Kultur. Kröner, Stuttgart 1994,  (ISBN 3-520-46601-5)